# Ingrid Thulin
Ingrid Thulin (Sollefteå, Västernorrland megye, 1926. január 27. – Stockholm, 2004. január 7.) svéd színésznő. 
Mind színpadon, mind filmen a skandináv művészek élvonalába tartozott, különösen Ingmar Bergman drámáiban nyújtott alakításai emlékezetesek.

## Pályafutása

### A kezdetek
Ingrid Thulin gyermekként balettórákra járt, ahol a művészi pályán nélkülözhetetlen fegyelmet és szakmai alázatot is megtanulta. 1946-ban, Stockholmban mégis kereskedelmi tanulmányokba kezdett, de a művészetek iránti vonzódásáról sem felejtkezett meg. 1947-ben mutatkozott be színpadon, miután Johan Falk színházi rendező a Norrköpingi Városi Színház társulatához szerződtette. A következő évben a stockholmi Királyi Drámai Színház színésziskolájának hallgatója lett. Tanulmányai befejeztével az intézmény társulatának tagja lett. Művészi kihívásokat keresve rövidesen újabb társulatokhoz csatlakozott. 1955 és 1960 között a Malmői Városi Színház tagja volt. Itt kezdődött hosszas és gyümölcsöző szakmai együttműködése Ingmar Bergmannal, aki akkoriban az intézmény vezetője volt. 1960-ban Thulin a stockholmi Városi Színház művésze lett, ahol lehetősége nyílt rendezőként is dolgozni. Túlzásoktól mentes, ugyanakkor mélyen átélt, expresszív játékstílusa miatt már fiatalon hazája vezető művészei közé emelkedett, és külföldi színpadokon is gyakran vendégszerepelt.

### A filmszínésznő

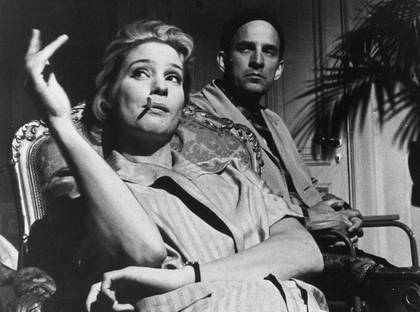
Ingmar Bergmannal A Csend forgatásán 1963-ban

Ingrid 19 évesen kapta első filmszerepét egy erősen baloldali elkötelezettségű produkcióban. Rövidesen hazája legjelesebb alkotói hívták forgatni: Hasse Ekman, Gustaf Molander, Arne Mattson és persze Ingmar Bergman. Köztudomású, hogy a film merőben más játékstílust igényel a színészektől, mint a színpad, ám Thulin a hetedik művészet területén is nagy formátumú egyéniségnek bizonyult. Még Bergman malmői színtársulatának tagjaként lépett a Mester kamerája elé A nap vége (1957) című filmben: a Victor Sjöström megformálta Borg professzor menyét, Mariannét játszotta. Bergman híres Trilógiájának középső darabja az Úrvacsora (1962), amelyben Ingrid a szeretetre éhes, magányos tanárnőt keltette életre. Pályafutása egyik csúcspontja a Trilógia zárófilmje, A csend (1963) volt. A nyomasztó drámában a halálos beteg Esthert alakította, aki életvidám és könnyelmű húga (Gunnel Lindblom) mellett a magánnyal, a szexuális frusztrációval, a féltékenységgel és az elmúlással kénytelen szembesülni egy számára idegen városban. Annak idején nagy felzúdulást keltett a hősnő maszturbációs jelenete, amely egyszerre érzékeltette a figura szexuális kielégületlenségét és ennél is nyomasztóbb társtalanságát.

Bergman alkotásainak nemzetközi sikerei nyomán Ingridet külföldre is hívták filmezni. Hollywoodban egyenesen Greta Garbo és Ingrid Bergman utódját látták benne, Thulin viszont nem akart hollywoodi filmcsillag lenni. Külföldi vendégszereplései közül kiemelkedik A háborúnak vége (1966), Alain Resnais filmdrámája Jorge Semprún regénye alapján, melyben Yves Montand és Geneviève Bujold partnereként egy újságírónőt alakított. Emlékezetes szerepe volt Sophie von Essenbeck bárónő Luchino Visconti filmeposzában, az Elátkozottakban (1969). Anyafigurája áll a dráma középpontjában: Sophie rendkívül ravaszul manipulálja környezetét, hogy maga és szeretője számára megszerezze a hatalmat a nagyipari konszern vezetésében. A legdrasztikusabb módszerektől sem riad vissza, hogy megszabaduljon családon belüli ellenfeleitől. Éles esze ellenére sem ismeri fel, hogy valójában őt is manipulálják: eszköz csupán az SS-rokon játszmájában, aki a náci párt érdekében saját fiát fordítja ellene.
Persze azért Bergman sem felejtkezett el egyik legkedvesebb színésznőjéről. Közös munkáik közül kiemelkedik az eredetileg tévéfilmnek készült Rítus (1969), melyben Thulin Theát, a pornográfiával vádolt művésztrió labilis idegzetű női tagját keltette életre. A bergmani életmű egyik csúcsának számító Suttogások és sikolyokban (1972) a szeretetre képtelen nővér szerepét játszotta. Karin irtózik az érintéstől, származzék az akár a beteg, akár az egészséges húgától vagy éppen a férjétől, akitől annyira viszolyog, hogy üvegszilánkkal sebzi meg magát intim testrészén, hogy menstruációt színlelve kerülje el a gyűlölt testi kapcsolatot. Amikor már-már megnyílna a Liv Ullmann játszotta húga, Maria előtt, testvére felületessége, csapongó érzelmei vonnak újabb falakat közéjük.

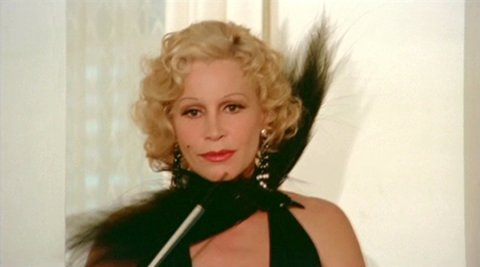
Madame Kitty szerepében a Salon Kitty című filmben

1974-ben Vilgot Sjöman Magyarországon is bemutatott munkásmozgalmi témájú svéd filmjében, a Maréknyi szerelemben játszott. Olaszországban készített filmjei közül érdemes megemlíteni Tinto Brass nagy visszhangot kiváltott, ellentmondásos erotikus történelmi drámáját, a Salon Kittyt (1976). Ingrid a bordélytulajdonos Madame Kitty szerepét formálta meg, aki kénytelen beleegyezni abba, hogy jó hírűnek számító műintézményében önkéntes náci honleányokat foglalkoztasson prostituáltként. Amikor azonban kiderül, hogy bordélyát valójában a náci vezérkar lehallgatására, a hazaárulónak bizonyuló személyek kiszűrésére használják fel, bosszút esküszik, amelyben egyik alkalmazottja (Teresa Ann Savoy) lesz a segítségére. Érdekesség, hogy Thulin egyik partnere Helmut Berger volt, akivel már játszott együtt Visconti korábban említett, ugyancsak náci témájú Elátkozottakjában. Olasz filmjei közül említésre méltó még George P. Cosmatos izgalmas katasztrófafilmje, A Cassandra-átjáró. Ebben egy tudósnőt játszik, aki igyekszik minden segítséget megadni egy mozgó vonaton gyorsan terjedő, titokzatos betegség ellenszerének mielőbbi megtalálásához. Partnerei a nemzetközi sztárvilág kiválóságai voltak: Sophia Loren, Burt Lancaster, Ava Gardner, Richard Harris, Alida Valli, Martin Sheen, O. J. Simpson és mások.
1984-ben Ingmar Bergman ismét filmezni hívta. A Próba után eredetileg a televízió számára készült, bár néhány országban a mozik is műsorra tűzték. A film főhőse egy öregedő rendező (Erland Josephson), aki egy Strindberg-darabot készül színpadra vinni. (Az Álomjátékot, melyet annak idején Ingrid egy tévéfilmben is eljátszott, szintén Bergman irányítása alatt.) Próba után elbóbiskol a néptelen színpadon. Megjelenik a darab egyik szereplője, a fiatal színésznő (Lena Olin), azzal az átlátszó ürüggyel, hogy ottfelejtette az ékszerét. Megjelenik anyja (Thulin) is, az egykori nagy színésznő, a rendező volt szeretője, akinek labilis idegállapota és alkoholizmusa között nyilvánvaló ok-okozati kapcsolat áll fenn. A három szereplőre komponált vízió felkavaró képet fest egy kapcsolat születéséről, csúcspontjáról és halódásáról. A Próba után egyetlen helyszínen játszódik, szinte alig van díszlet, ám a három nagyszerű színész játéka, a kitűnő dialógusok egy pillanatig sem engedik lankadni a néző figyelmét. Bergman alkotása annak bizonyítéka, hogy a remekművekhez elsősorban ihlet, képzelőerő és igazi alkotótársak szükségesek, minden más csak ezután következik.

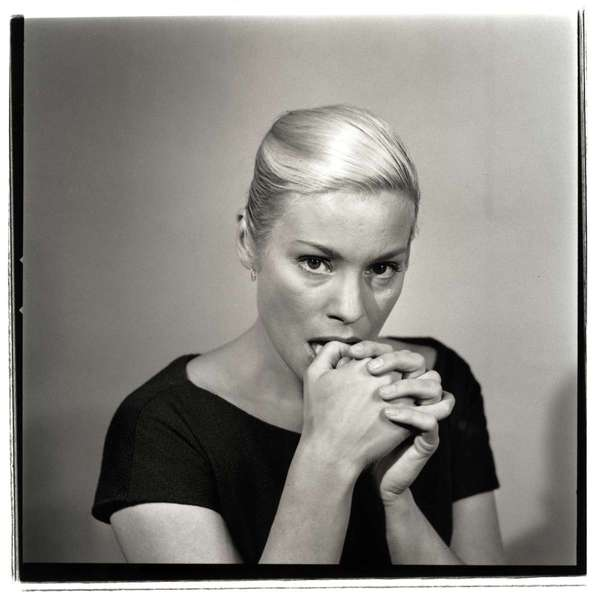
1960-ban

Thulin utolsó emlékezetes alakítása a különc rendező, Marco Ferreri A mosoly háza (1988) című filmjében látható. A helyszín egy idősek otthona. Ferreri a tőle megszokott szemtelen iróniával közeledik a témához: idős szereplői egyáltalán nem az élettől megfáradt, a halált csendben váró, szinte csak vegetáló emberek. A testi nyavalyák ugyan megkínozzák őket, ám mégis vitalitás hevíti mindannyiukat, és idősen sem mentesek az emberi gyarlóságoktól. Ingrid játssza a főszereplőt, Adelinát: korát meghazudtoló energiával és vidámsággal bohóckodja végig a filmet, tulajdonképpen az élet győzelmét hirdeti a halál fölött.

## A filmrendező
Thulin a színpadhoz hasonlóan a film világában is megpróbálkozott a rendezéssel. 1965-ben Allan Edwall-lal készített egy rövidfilmet (Hängivelse). Nemzetközi figyelmet keltett az Egy meg egy (En och en) (1978) című produkció, melyben Erland Josephson és Sven Nykvist operatőr voltak az alkotótársai. Ahogy a korabeli kritika írta, „Az Egy meg egy igazi Bergman-film, Bergman nélkül.” 1982-ben készült el Ingrid egyetlen önálló rendezése, a Meghasadt ég (Brusten himmel).

## Magánélet
Ingrid kétszer ment férjhez. Első házassága (1952–1955) Claes Sylwanderrel csupán néhány évig tartott. A válását követő évben, 1956-ban nőül ment Harry Scheinhez, a Svéd Filmintézet megalapítójához. Ez a házasság 1989-ben ért véget, de jóval a válás előtt már szétköltöztek. A művésznő az 1960-as években Olaszországba költözött. Halála előtt néhány héttel tért vissza szülőhazájába, hogy gyógykezeltesse magát, de a rák végül legyőzte.

## Filmjei (színészként)
- 1988 Il Cuore di mamma
- 1988 A mosoly háza / A mosolyotthon (La Casa del sorriso)
- 1987 Il Giorno prima
- 1987 Orn
- 1984 Próba után (Efter repetitionen) (tévéfilm)
- 1983 A kalóz (Il Corsaro) (tévéfilm)
- 1980 It Rained All Night the Day I Left
- 1978 Egy meg egy (En och en)
- 1976 A Cassandra-átjáró / A Cassandra-átkelés (The Cassandra Crossing)
- 1976 Salon Kitty
- 1976 L’Agnese va a morire
- 1975 Mózes, a törvényhozó (Moses the Lawgiver) (tévésorozat)
- 1975 A ketrec (La Cage)
- 1975 Monismanien 1995
- 1974 Maréknyi szerelem (En Handfull kärlek)
- 1974 E cominciò il viaggio nella vertigine
- 1973 Puccini (tévésorozat)
- 1972 Suttogások és sikolyok (Viskningar och rop)
- 1972 A Szent Család (La Sainte famille)
- 1971 Malastrana
- 1971 N.P. il segreto
- 1969 Elátkozottak (La Caduta degli dei)
- 1969 Rítus (Riten) (tévéfilm)
- 1968 Adélaïde
- 1968 Badarna
- 1968 Un Diablo bajo la almohada
- 1968 Farkasok órája (Vargtimmen)
- 1968 O.K. Yevtushenko
- 1967 Domani non siamo più qui
- 1966 Nattlek
- 1966 A háborúnak vége (La Guerre est finie)
- 1965 Return from the Ashes
- 1965 Hängivelse
- 1964 Die Lady
- 1963 Espionage (tévésorozat, a The Incurable One című epizódban)
- 1963 A csend (Tystnaden)
- 1963 Álomjáték (Ett Drömspel) (tévéfilm)
- 1963 Sekstet
- 1962 Úrvacsora (Nattvardsgästerna)
- 1962 Az apokalipszis négy lovasa (Four Horsemen of the Apocalypse)
- 1962 Agostino
- 1961 Syskon (tévéfilm)
- 1960 Domaren
- 1959 Vår ofödde son (tévéfilm)
- 1959 Älska (tévéfilm)
- 1958 Arc (Ansiktet)
- 1958 Az élet küszöbén (Nära livet)
- 1957 A nap vége (Smultronstället)
- 1957 Aldrig i livet
- 1956 Külügyi intrikák (Foreign Intrigue) (Az IMDB szerint nem azonos az 1954-es tévésorozattal!)
- 1955 Hoppsan!
- 1955 Danssalongen
- 1954  Külügyi intrikák (Foreign Intrigue) (tévésorozat)
- 1954 Två sköna juveler
- 1954 I rök och dans (nem szerepel a stáblistán)
- 1953 Göingehövdingen
- 1953 En Skärgårdsnatt
- 1952 Kalle Karlsson från Jularbo
- 1952 Möte med livet
- 1951 Leva på 'Hoppet'
- 1950 Amikor a szerelem a falura ért (När kärleken kom till byn)
- 1950 Kör bubi (Hjärter knekt)
- 1949 A szerelem győz (Kärleken segrar)
- 1949 Havets son
- 1948 Dit vindarna bär
- 1948 Érezd magad otthon (Känn dej som Hemma)

## Díjak és jelölések
Cannes-i filmfesztivál
- 1958 díj Közel az élethez, legjobb női alakítás díja (megosztva Bibi Anderssonnal, Eva Dahlbeckkel és Barbro Hiort af Ornässzal)

BAFTA-díj
- 1974 jelölés Suttogások és sikolyok, legjobb színésznő

David di Donatello-díj
- 1974 különdíj Suttogások és sikolyok, legjobb színésznő (megosztva Harriet Anderssonnal, Kari Sylwannal és Liv Ullmann-nal)

Guldbagge-díj
- 1964 díj A csend, legjobb színésznő